# Muriel Pavlow
Muriel Pavlow (Lewisham, London, 1921. június 27. – 2019. január 19.) angol színésznő.

## Filmjei
Mozifilmek
- Sing As We Go (1934)
- A Romance in Flanders (1937)
- John Halifax (1938)
- Viharos esküvő (Quiet Wedding) (1941)
- Night Boat to Dublin (1946)
- The Shop at Sly Corner (1947)
- Out of True (1951, rövidfilm)
- It Started in Paradise (1952)
- The Net (1953)
- Malta Story (1953)
- Doctor in the House (1954)
- Conflict of Wings (1954)
- Simon and Laura (1955)
- Reach for the Sky (1956)
- Eyewitness (1956)
- Tiger in the Smoke (1956)
- Doctor at Large (1957)
- Rooney (1958)
- Whirlpool (1959)
- Gyilkosság, mondta a hölgy (Murder, She Said) (1961)
- A Dicső 39 (Glorious 39) (2009)

Tv-filmek
- Hansel and Gretel (1937)
- Peter and Paul (1946)
- Weep for the Cyclops (1947)
- Hamlet (1947, 1. és 2. rész)
- Spring at Marino (1951)
- Breakers Ahead (1951)
- The Mollusc (1952)
- The Brian Rix Theatre of Laughter (1967)
- The Last Evensong (1985)
- The Rector's Wife (1994)
- Oliver's Travels (1995)
- The Final Cut (1995)
- Daisies in December (1995)
- Heaven on Earth (1998)
- Hotel Dili (Hotel!) (2001)
- Titokzatos idegenek (Perfect Strangers) (2001)
- Elhagyatva (Belonging) (2004)

Tv-sorozatok
- BBC Sunday-Night Theatre (1951–1955, három epizódban)
- Douglas Fairbanks, Jr., Presents (1953, 1955, két epizódban)
- BBC Sunday-Night Play (1962, egy epizódban)
- Jezebel ex UK (1963, egy epizódban)
- Zero One (1963, egy epizódban)
- R3 (1965, egy epizódban)
- Dixon of Dock Green (1974, egy epizódban)
- Emmerdale Farm (1977, hat epizódban)
- The Ravelled Thread (1980, egy epizódban)
- Sunday Premiere (1987, egy epizódban)
- Boon (1988, egy epizódban)
- Surgical Spirit (1992, egy epizódban)
- Screen Two (1992, egy epizódban)
- The Bill (1993, egy epizódban)
- May to December (1994, egy epizódban)
- Crown Prosecutor (1995, egy epizódban)
- Men Behaving Badly (1995, egy epizódban)
- Agatha Christie: Poirot (Poirot) (1996, egy epizódban)
- Black Books (2000, egy epizódban)
- Páran párban (Coupling) (2002, egy epizódban)